# Heinrich Koller (Jurist)
Heinrich F. Koller (* 17. Juli 1941 in Ettiswil; † 20. September 2023) war ein Schweizer Jurist, von 1988 bis 2006 Direktor des Bundesamtes für Justiz im Eidgenössischen Justiz- und Polizeidepartement, ausserordentlicher Professor für öffentliches Recht und Rechtsanwalt in Basel.

## Werdegang
Heinrich Koller besuchte die Mittelschule in Sursee und machte die Matura am Collège St-Michel in Fribourg. Er studierte Wirtschafts- und Sozialwissenschaften in St. Gallen, Paris und Winnipeg (lic. oec. HSG 1966) und danach Rechtswissenschaften in Basel (lic. iur. 1970), wo er nach einer Assistenzzeit bei Kurt Eichenberger mit einer Dissertation zum Finanzrecht promovierte (Dr. iur.). Es folgten Gerichts- und Notariatspraktika in Olten und Solothurn (Patentierung zum Fürsprech und Notar 1977) und die Ausbildung zum Generalstabsoffizier.
Heinrich Koller gehörte der CVP an. Er starb am 20. September 2023 im Alter von 82 Jahren.

## Berufliche Tätigkeit
Er war von 1979 bis 1988 Rechts- und Steuerkonsulent der Ciba-Geigy AG in Basel mit vorgängigen Ausbildungsaufenthalten bei Steuerbehörden im Welschland und bei einer Tochtergesellschaft in New York; verantwortlich für Fragen des nationalen und internationalen Steuerrechts, insbesondere im Zusammenhang mit Akquisitionen und Umstrukturierungen. Zusätzlich ab 1983 Schriftleiter und Koordinator der Herausgabe eines Kommentars zur Bundesverfassung von 1874 und von 1985 bis 1988 Ersatzrichter am Appellationsgericht des Kantons Basel-Stadt. Ab 1987 war er auch Lehrbeauftragter.
Von 1988 bis 2006 war er Direktor des Bundesamts für Justiz im EJPD in Bern unter den Bundesräten Elisabeth Kopp, Arnold Koller, Ruth Metzler, Christoph Blocher. 
Heinrich Koller verantwortete in Bern die Vorarbeiten für wichtige Gesetzgebungsvorhaben wie die Vorentwürfe für die Totalrevision der Bundesverfassung, die Justizreform, den Aufbau der erstinstanzlichen Bundesgerichte sowie für zahlreiche Gesetzesrevisionen im Zivil- und Strafrecht. Von 1992 bis 2007 war er zudem Präsident des Schweizerischen Instituts für Rechtsvergleichung in Lausanne. 2011 präsidierte er die von Bundesrätin Sommaruga eingesetzte Arbeitsgruppe zur Umsetzung der Ausschaffungsinitiative.
Ab 2006 war Heinrich Koller wieder als Anwalt in Basel tätig und weiterhin in Lehre und Forschung aktiv. Er beriet Institutionen und Organisationen und war Mitglied des International Board of Regents der Bethlehem Universität in Palästina. Von 2009 bis 2016 präsidierte er den Verwaltungsrat der REHAB Basel AG (Zentrum für Neurorehabilitation und Paraplegiologie).

## Wissenschaftliche Tätigkeit
Als Dozent und ab 1994 als ausserordentlicher Professor lehrte Heinrich Koller Öffentliches Recht an der Universität Basel, vorerst vornehmlich Öffentliches Wirtschaftsrecht und Verwaltungsrecht, ab 1994 bis 2007 hauptverantwortlich für das Öffentliche Verfahrensrecht. Er trat und tritt auch immer wieder als Referent an Fachveranstaltungen auf. Heinrich Koller hatte sich in zahlreichen Aufsätzen in Fachzeitschriften zu laufenden Gesetzesprojekten insbesondere zur neuen Bundesverfassung geäussert und bei Kommentierungen mitgewirkt. Zudem hatte er ein bereits in dritter Auflage erschienenes Lehrbuch zum Öffentlichen Prozessrecht mitverfasst. Besondere Verdienste hatte er sich als Schriftleiter und Koordinator eines Kommentars zur Bundesverfassung von 1874 gemacht, der von 1987 bis 1996 als Loseblattkommentar in französischer und deutscher Sprache erschien und bei der Verfassungsreform von 1999 unentbehrliche Hilfe leistete.

## Veröffentlichungen

### Monographie
- Der öffentliche Haushalt als Instrument der Staats- und Wirtschaftslenkung, Diss. iur. Basel 1981 (ausgezeichnet mit Genossenschaftspreis der Universität Basel 1982 und dem Professor Walther Hug Preis 1983).

### Lehrbuch
- Öffentliches Prozessrecht, 3. Aufl. Basel 2014 (zusammen mit R. Rhinow, Chr. Kiss, D. Thurnherr, D. Brühl-Moser).

### Schriftleitung und Herausgeberschaft
- Kommentar zur Bundesverfassung der Schweizerischen Eidgenossenschaft vom 29. Mai 1874 (hrsg. von J-F. Aubert, K. Eichenberger, J-P. Müller, R. Rhinow, D. Schindler), Basel/Zürich/Bern 1983–1996.
- Schweizerisches Bundesverwaltungsrecht [SBVR] (hrsg. von Heinrich Koller, Georg Müller, René Rhinow, Ulrich Zimmer et al.), Basel 1996–2009.

### Festschrift
- Aus der Werkstatt des Rechts, Festschrift zum 65. Geburtstag von Heinrich Koller (hrsg. von Mitarbeiterinnen und Mitarbeitern des Bundesamtes für Justiz, Schriftleitung Benjamin Schinder), Basel 2006, ISBN 978-3-7190-2541-0.